# Eremiascincus
Eremiascincus es un género de lagartos perteneciente a la familia Scincidae. Se distribuyen por Australia y las islas menores de la Sonda.

## Especies
Según The Reptile Database:
- Eremiascincus antoniorum (Smith, 1927)
- Eremiascincus brongersmai (Storr, 1972)
- Eremiascincus butlerorum (Aplin, How & Boeadi, 1993)
- Eremiascincus douglasi (Storr, 1967)
- Eremiascincus emigrans (Lidth de Jeude, 1895)
- Eremiascincus fasciolatus (Günther, 1867)
- Eremiascincus intermedius (Sternfeld, 1919)
- Eremiascincus isolepis (Boulenger, 1887)
- Eremiascincus musivus Mecke, Doughty & Donnellan, 2009
- Eremiascincus pallidus (Günther, 1875)
- Eremiascincus pardalis (Macleay, 1877)
- Eremiascincus phantasmus Mecke, Doughty & Donnellan, 2013
- Eremiascincus richardsonii (Gray, 1845)
- Eremiascincus timorensis (Greer, 1990)